# Skiljebo SK
Skiljebo SK ist ein schwedischer Fußballverein aus Västerås. Der Klub spielte in seiner bisherigen Geschichte eine Spielzeit in der drittklassigen Division 1.

## Geschichte
Skiljebo SK gründete sich 1944. Lange Zeit spielte die Mannschaft nur unterklassig, am Ende der Spielzeit 1982 stand der erstmalige Aufstieg in die Drittklassigkeit an. Nachdem die Mannschaft im ersten Jahr gegen den Abstieg gespielt hatte, verpasste sie in den beiden folgenden Jahren als Tabellenzweiter bzw. -dritter nur knapp den Aufstieg in die zweite Liga. In der Spielzeit 1986 wurde der Klub Opfer einer Ligareform und rutschte als Tabellenneunter in die Viertklassigkeit ab. Hier etablierte sich der Klub im vorderen Ligabereich, der erneute Wiederaufstieg gelang 1992. Nach dem Abstieg am Ende der Saison 1994 verpasste der Klub 1996 erst in den Aufstiegsspielen die Rückkehr in die dritte Liga.
1997 stürzte Skiljebo SK in die Fünftklassigkeit ab, qualifizierte sich aber im folgenden Jahr als Tabellenzweiter für die Aufstiegsspiele, in denen der Wiederaufstieg bewerkstelligt wurde. Als Aufsteiger setzte sich die Mannschaft unter den ersten drei Mannschaften fest und erreichte 2001 als Tabellenzweiter über die Aufstiegsrunde abermals das dritte Spielniveau. Hier blieb der Klub vier Spielzeiten, bis aufgrund einer Ligareform der erneute Abstieg feststand. Als Meister der Division 2 Norra Svealand qualifizierte er sich für die im Vorjahr neu eingeführte drittklassige Division 1. Dort glückten lediglich sechs Saisonsiege, so dass er zusammen mit IFK Timrå nach einer Spielzeit abstieg. In den folgenden beiden Jahren verpasste die Mannschaft als Tabellenzweiter hinter Syrianska IF Kerburan respektive Dalkurd FF den Wiederaufstieg, anschließend platzierte sie sich im Mittelfeld der Serie.